# 吐赫提·土亚兹
吐赫提·土亚兹（1951年10月1日—2015年）出生于新疆维吾尔自治区，毕业于中央民族大学和东京大学，是维吾尔族历史学家和作家。

## 生平
1984年，他被分配到中国国家常务委员会，他和赛福鼎·艾则孜关系密切，曾翻译赛福鼎·艾则孜的作品，1995年，他在日本东京大学人文学院学习维吾尔族历史文化，后出版多本书籍。
1998年2月6日，吐赫提·土亚兹去新疆维吾尔自治区遭到政府逮捕，原因是他找国家图书馆管理员复制了一些檔案「盗窃国家机密」。2001年1月，国际特赦组织引用中國國家安全部出版的《国家安全通讯》，其中指控吐赫提·土亚兹在日本东京大学学习西方自由主义思想的同时参加了新疆独立活动。
1998年11月10日，中国政府以“窃取国家机密”和“煽动民族分裂”两项罪名被乌鲁木齐市中级人民法院判刑，判处其11年监禁和剥夺2年政治权利，“煽动民族分裂”罪的依据是其1998年在日本出版的书籍《丝绸之路的内幕》。
2009年2月9日刑满释放。2015年間因心臟病發逝去。

## 奖项
| 年份 | 作品 | 奖项                            | 是否得奖 | 备注 |
| ---- | ---- | ------------------------------- | -------- | ---- |
| 2002 |      | 芭芭拉·戈德史密斯钢笔写作自由奖 | 獲獎     |      |